# シーギリヤ
シーギリヤ（シンハラ語: සීගිරිය, タミル語: சிகிரியா, 英語: Sigiriya）は、スリランカの中部州のマータレーにある遺跡である。シギリヤとも。

## 概要
シーギリヤの遺跡は、5世紀にカッサパ1世（在位477〜495年）によって建造された、要塞化した岩上の王宮跡と、それを取り囲む水路、庭園、貯蔵施設などの都市遺構からなる。岩山の中腹には『シーギリヤ・レディ』として知られるフレスコの女性像が描かれている。当初は500体ともいわれたが、風化が進み現在は18体だけが残る。
シーギリヤロックは火道内のマグマが硬化して出来た岩頸で、形状は楕円柱、標高約370m、岩頸そのものの高さは約195m、全方位が切り立った崖になっている。

## 歴史

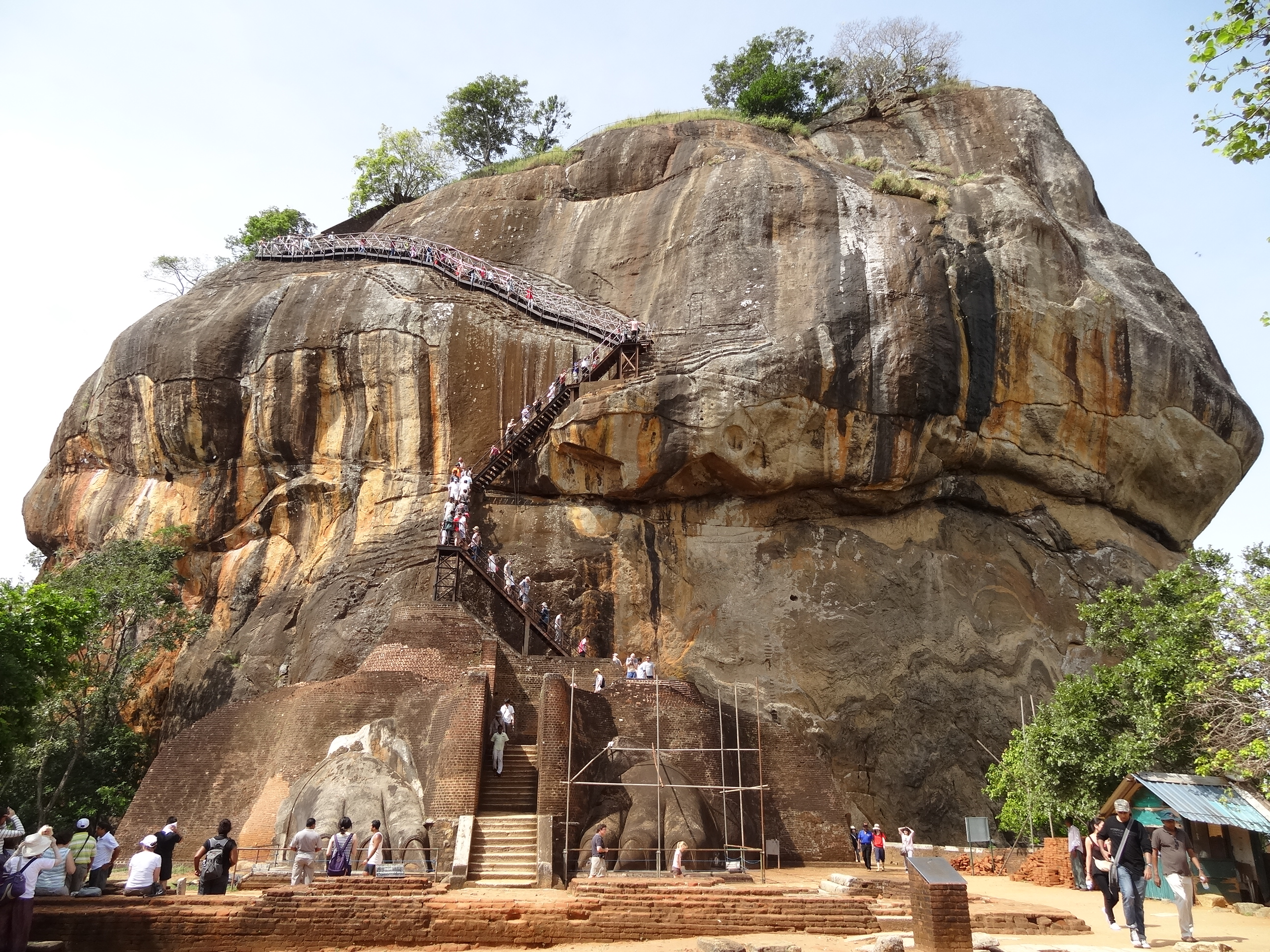
王宮への道に築かれたライオンゲート。現在は前足の部分しか残っていないが、元々は巨大なライオンの顔が置かれていた

シンハラ王朝の5世紀、ダートゥセーナ王の息子カッサパ1世は、王の甥であり軍司令官でもあったミガラの支援を得てクーデターを起こし、477年には父親から王権を奪取する。しかし平民出身の母親を持つカッサパ王は、王族出身の母を持つ弟モッガラーナ1世に王位を奪還されることを恐れ、長らく首都であったアヌラーダプラを離れ、より安全なシーギリヤへと遷都した。カッサパが在位にあった477年から495年の間、シーギリヤは複雑な市街と防衛機能を併せ持つ都として発展し、即位から7年後にはシーギリヤロックの頂上に王宮が完成する。
一方、兄カッサパからの難を逃れていたモッガラーナは、亡命先の南インドから軍隊を引き連れ兄に戦いを仕掛ける。当初はカッサパ王が優勢であったものの後に劣勢に転じ、観念した王は喉を掻き切り自害、495年、シーギリヤは陥落する。王位に就いたモッガラーナはシーギリヤを仏教僧に寄進し、再び都をアヌラーダプラへと移した。シーギリヤは13世紀から14世紀頃まで修道院として存続するが、徐々に衰退。その後は16世紀から17世紀にキャンディ王国がこの地を分営として利用するまでの間、記録は残されておらず、また同王国の衰退の後にも再び放棄された。
建設から1400年の後、イギリス統治下の1875年に、岩山に描かれたフレスコ画である"シーギリヤ・レディ"がイギリス人によって発見された。

## 世界遺産

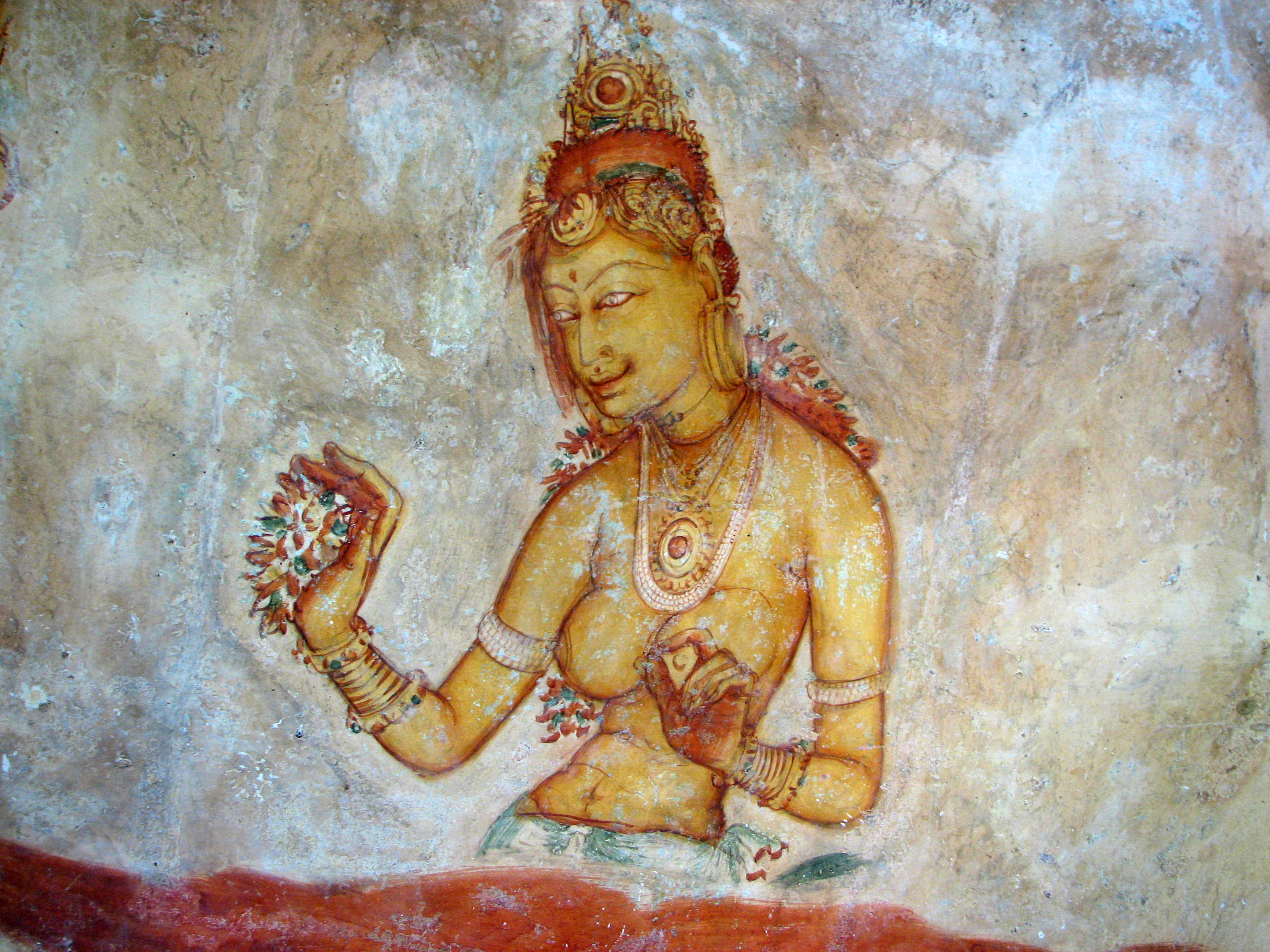
シーギリヤ・レディ

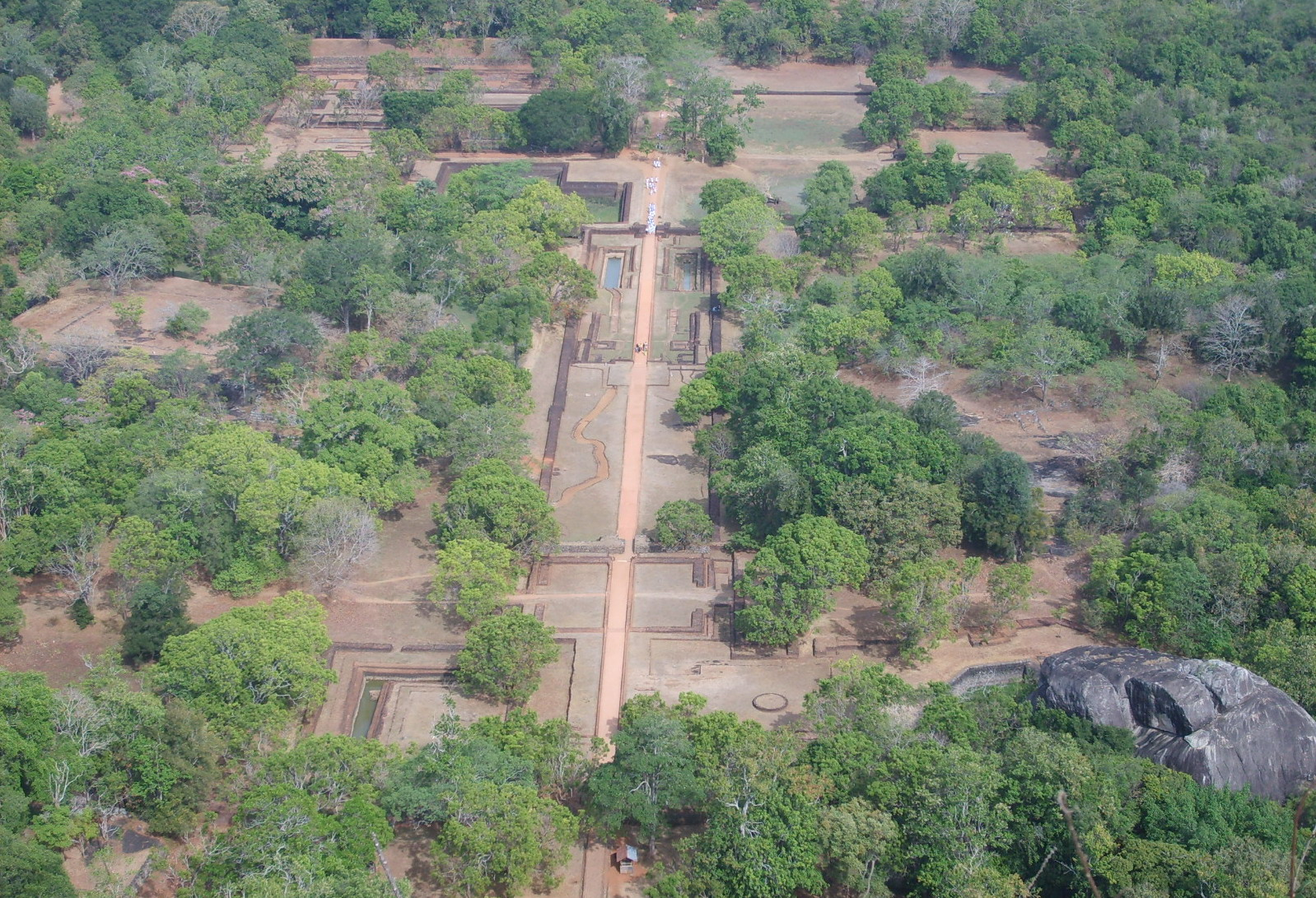
水路、庭園、貯蔵施設

古都シーギリヤは、1982年、世界遺産（文化遺産）に登録された。

### 登録基準
この世界遺産は世界遺産登録基準のうち、以下の条件を満たし、登録された（以下の基準は世界遺産センター公表の登録基準からの翻訳、引用である）。
- (2) ある期間を通じてまたはある文化圏において、建築、技術、記念碑的芸術、都市計画、景観デザインの発展に関し、人類の価値の重要な交流を示すもの。
- (3) 現存するまたは消滅した文化的伝統または文明の、唯一のまたは少なくとも稀な証拠。
- (4) 人類の歴史上重要な時代を例証する建築様式、建築物群、技術の集積または景観の優れた例。

## その他
入場料は、スリランカ国民は50スリランカ・ルピー（約30円）、外国人は36アメリカ合衆国ドルで、あまりの価格差別で外国人観光客の顰蹙を買っている。なお、スリランカの居住ビザを持つ外国人は、一旦36米ドルを支払い、書類とチケット半券をコロンボの本部事務所まで持っていけば、入場料の一部還付を受けられる。
アーサー・C・クラークのSF小説『楽園の泉』には、シーギリヤをモデルとした遺跡「ヤッカガラ」が登場し、作中で重要な役割を果たしている。
イギリスのロックバンドデュラン・デュランの『Save a Prayer』のミュージックビデオ（監督：ラッセル・マルケイ）の一部シーンは、シーギリヤの頂上で撮影された。
2013年に放送されたアサヒビール「アサヒ スタイルフリー」のCMでシーギリヤを舞台にしたものが放送されたが、スリランカ及びスリランカの人々、並びにご関係者の皆様に不快な思いをかけたとして、CMの放送が中止された。

## 関連項目

パノラマ写真